# توماس لوف مور
توماس لوف مور (بالإنجليزية: Thomas L. Moore)‏ هو محامي وسياسي أمريكي، ولد في 1789، وتوفي في 1862. انتخب عضو مجلس نواب الولايات المتحدة عن ولاية فرجينيا وانتخب عضو مجلس النواب الأمريكي.